# 1941 في السعودية
تحتوي هذه المقالة على أهم الأحداث التي شهدتها السعودية في 1941، إضافة إلى أهم الشخصيات السعودية التي وُلدت أو تُوفيت في هذه السنة.

## السياسة

### الحكم
الملك: عبد العزيز بن عبد الرحمن آل سعود

## أحداث
- سيول غزيرة تجتاح مكة المكرمة وتغرق الحرم المكي.[1]
- بناء الطريق الذي يربط مكة المكرمة بجدة بطول 73 كلم.[2]

## مواليد
- عبد الإله بن سعود بن عبد العزيز آل سعود، سياسي ودبلوماسي.
- حسن محمد باجودة، عالم أدبي وأكاديمي سعودي.

## وفيات

### فبراير
- 21: عمران السليم، فقيه جعفري (و. 1853).